# 김해 롯데 워터파크
김해 롯데 워터파크(Gimhae lotte Water park)는 대한민국 경상남도 김해시 신문동에 위치한 워터파크이다. 김해 관광 유통 단지 아랫쪽에 있다.

## 근처 주요 건물
- 김해 관광 유통단지
- 롯데 아울렛
- 농협 식자제 할인점

## 특징
롯데월드에서 운영하며, 대한민국에서 가장 큰 규모의 워터파크이다. 대한민국에 있는 워터파크 중에서 두번째로 높은 파도가 치는 곳이다.(최대 2.7m) 2012년 8월 9일에 개장하였다.

## 놀이 시설

### 실외 (매년 11월~ 4월까지 실외 운영하지 않음)
- 자이언트 웨이브(파도풀)
- 토렌트 리버
- 와일드 서핑
- 레이싱 슬라이드
- 제트 슬라이드
- 아쿠아드롭
- 워터코스터
- 자이언트 부메랑고
- 래프팅 슬라이드
- 래피드 리버
- 키즈풀
- 실내 플레이풀
- 티키 풀
- 자이언트 아쿠아 플렉스
- 더블 스윙 슬라이드

### 실내 (매년 3월 한달간 휴장)
- 티키 웨이브(파도풀)
- 티키 아쿠아 플렉스
- 스윙 슬라이드
- 튜브 슬라이드
- 바디 슬라이드
- 티키 리버(유수풀)
- 힐링 스파풀
- 실내 플레이풀
- 토들러풀